# Gampsorhynchus
Gampsorhynchus és un gènere d'ocells que ha patit recents reubicacions taxonòmiques. Fins fa poc classificat a la família dels timàlids (Timaliidae), actualment el COI el situa als pel·lornèids (Pellorneidae).

## Taxonomia
Segons la classificació del Congrés Ornitològic Internacional (versió 15.1, 2025) el present gènere està format per dues espècies:
- Gampsorhynchus rufulus - matinera capblanca septentrional.
- Gampsorhynchus torquatus - matinera capblanca meridional.